# 小泉まり
小泉 まり（こいずみ まり、1992年12月5日 - ）は、日本のAV女優。名東(現・DINO)に所属していたが、明海 こう（あすみ こう）に改名し、マインズに移籍。後、2020年4月12日に自身のTwitterにて桃菜 あこ（ももな あこ）に改名し、ライフプロモーションに移籍したことを報告する。
2022年、望月优奈 として中国のAVメーカー星空无限传媒からデビュー。
2023年、2024年麻豆伝媒から作品をリリース中。

## 略歴・人物
東京都出身。2015年3月にAVデビュー。所属事務所はディノ。
2016年8月27日の公式ブログで、8月中旬で引退していたことを発表。
同年9月2日、公式ツイッターにてマインズ所属の「明海こう（あすみ こう）」として活動再開したことを報告。
2017年末をもって引退したが、翌月に復帰を宣言。
明海こう改名以降はいわゆる助演女優としての活動が主になってきている。

## 出演作品

### アダルトDVD
2015年
- 某有名体育大学3年 女子バスケットボール部選手 小泉まり AVデビュー（3月3日、プレステージ）
- 完全ガチ交渉! 噂の、素人激カワ看板娘を狙え! vol.22 in神田（3月20日、プレステージ）他出演:橋本あんな、早乙女ゆい ほか
- 素人娘を隠し撮り。だけでは終わらない!? セックス終盤に突然無許可でハメ撮り!!（5月13日、プレステージ）他出演:相葉めぐ ほか
- 入社1年生OLが外回りの営業中にトイレに行きたいのを我慢した結果、まさかの恥ずかし大失禁しちゃったので…（6月1日、ACE KILLER）他出演:香山美桜、水原アキ、夕城芹
- 地元から3駅離れた人気セクキャバのNo1キャバ嬢は中学の同級生だった!「みんなにバラすぞ」と軽く脅したら…（6月1日、ACE KILLER）他出演:美月優芽、香山美桜
- 「童貞くんのオナニーのお手伝いしてくれませんか…」 街中で声を掛けた10代の心優しい女子大生・短大生・専門学校生がマジックミラー号で童貞くんを赤面筆おろし! 4（6月6日、SODクリエイト）他出演:成海うるみ、鈴原エミリ、桜木優希音
- ビジネスホテルのマッサージ師の胸チラで股間が反応してしまった俺 5 SPECIAL（6月6日、AKNR）他出演:碧しの、高山えみり、なつめ愛莉、花音しおり、渋谷美希
- ナンパ連れ込みSEX隠し撮り・そのまま勝手にAV発売。する元芸人 Vol.14（6月25日、綜実社）※「まな」名義
- 両手が塞がった同僚のOLに背後から密着してお触りしたところジワジワと悶えだしたので…♥（7月1日、ACE KILLER）他出演:潮見百合子、司ミコト
- キャンプ場にいるスキだらけ人妻青姦中出しナンパ（7月3日、ドッグイア）他出演:有坂夕那、小口田桂子、中島京子、折原ゆかり、水城奈緒、葉月奈穂、紅音レイラ、美月優芽、潮見百合子
- 学校を抜けだし「躾てください」と、涙目でおねだりする羞恥露出好きJKのうぶアナルを 野外訓育二穴責め!（7月7日、山と空）
- ナンパした人妻を部屋に連れ込み勝手に撮影して無許可で発売 8（7月15日、町田ナンパ天国）他出演:浅倉あすか ほか
- 『高偏差値大学に通う地味で真面目そうな眼鏡女子ほど、実は超エロいって本当?』 試しに声を掛けてみたら…、敏感過ぎて痙攣しながら潮吹きまくりでイキ果てちゃいました…。 8（7月24日、S級素人）他出演:浅倉あすか、椎名結希
- なかだし学級崩壊（9月1日、プレステージ）共演:小宮山ゆき、双葉ゆきな、井上みづき、芦川芽依、七緒ゆづき、真波月美恋、ひなたりこ、森保さな、白石みれい、桐生ゆい、美月あおい、早川沙梨、西口あられ、真琴あず、蛍ひかり　※AV OPEN 2015 乙女部門1位
- ナンパした人妻と不倫温泉旅行 都心から離れて連れ出しSEX!!（9月10日、ホットエンターテイメント）他出演:松井優子、坂口れな ほか
- 絶頂女子 悲惨映像 聖なる蜜汁（9月19日、Baby Entertainment）
- 遅漏チ●ポ救済企画 ウブな素人さん!なかなか射精できない男子をナマ膣でイカせて下さい! 優し過ぎる美少女たちは生ハメからそのまま中出しまで許してくれました。（9月25日、ナンパJAPAN）他出演:大野美鈴 ほか
- 金玉遊び 金玉イジメが大好きな女の子（10月2日、OFFICE K'S）他出演:一之瀬愛理、葉里さやか、夏目葵、木村つな、杏堂怜
- JKパンずらディルドオナニー（10月2日、OFFICE K'S）他出演:夕樹あさひ、有本紗世、真琴あず、鶴田かな、逢月はるな
- JK太ももコキ 3（10月2日、OFFICE K'S）他出演:逢月はるな、星川麻紀、藤城なのは、水野朝陽
- 女先輩にHの練習だからとお願いしまくって素股してたら「あっ!生で入っちゃった!」気持ち良いからそのまま中出し 4（10月15日、ロータス）他出演:佳苗るか、逢菜つみき、久我かのん
- 女性専門個室ビデオボックス盗撮! オナニーに飽き足らない女にクンニボーイ無料サービス（11月6日、キャッツアイ）他出演:逢月はるな、鶴田かな、青葉優香、真木今日子、木村つな ほか
- JK美尻ピストンディルドオナニー（11月6日、OFFICE K'S）他出演:星川麻紀、青葉優香、杏堂怜、木村つな
- ボクのクレームを聞きに来た女が、「何でもします」と言うので文句をつけて勃起したチ○コでやりたい放題ヤッてやった。 12（11月11日、DOC）他出演:青柳ひなた、萩原美香、凛香
- 路上実験! 素敵な出会いを求める素人女子大生が生まれて初めての逆ナンパにチャレンジ! …初対面の男性に出会った瞬間緊張のセックス交渉… はじめましての素人同士の男女はマジックミラー号越しの合法露出のドキドキ感に後押しされて即ハメしてしまうのか!? 2（11月12日、ディープス）※「かな」名義　他出演:みさと、まいこ、みく
- キスと顔射とごっくんと。 お尻ブルマ（11月13日、色眼鏡）
- 新B級素人初撮り 「お母さん、ゴメンなさい」 まりさん 23歳フリーター（11月15日、プラム）
- ガチンコ本物ナースナンパ 〜仕事で奉仕してる分、僕達が奉仕しちゃいます!〜（11月20日、DOC）※「あつこ」名義　他出演:さき、ゆうり、ゆみこ、れいこ、まい、りさ、ゆき、みどり
- JKオマンコおっぴろげコレクション 2（11月20日、OFFICE K'S）他出演:杏咲望、椎名ゆうき、夕樹あさひ、愛沢エルサ、小西架純、白咲碧、浅見せり、宮下華奈、七瀬ひとみ、木村つな、加藤あやの ほか
- 翔田さん家の歪んだ性教育（12月11日、なでしこ）共演:翔田千里
- 媚薬レズオイルエステ（12月19日、MAGIC）他出演:佐伯春菜、神波多一花、沖田奈々、浅井色織、舞島環
- デリヘル嬢を口説いて本番! 隠し撮り VOL.12 勢い余って思わず大量中出し（12月25日、口説きんぐ）他出演:七緒ゆづき

2016年
- 体育会系黒髪少女（1月1日、プラネットプラス）
- 万引きお姉さんを捕まえたら罪を認めず逆ギレ状態!? 結局、店長に恫喝され、平謝り…全裸にさせられあらゆるところを身体検査!挙句の果てに!「見逃してあげるかわりに…分かるでしょ」と身体を求められ、罪から逃れたい一心でいいなりになるバカ巨乳女!（1月22日、UMANAMI）他出演:七草ちとせ、柊莉々花
- 新米オムツ女教師 くいこみ股間しごき奴隷（2月1日、シネマジック）
- 地獄の少女 4 陵辱・虐待・暴行（2月1日、中嶋興業）
- お尻大好きしょう太くんのHなイタズラ Wデカ尻女子大生ルームシェア編（2月4日、グローリークエスト）共演:美咲エリカ
- バレリーナ戦士プリマリーナ（2月12日、GIGA）共演:白石みお
- 五十嵐さん家の歪んだ性教育（2月12日、なでしこ）共演:五十嵐しのぶ
- 奥様は女子校生（3月11日、宇宙企画）
- B-1 タイトルマッチ 02 小泉まりVS望月さくら（3月11日、バトル）共演:望月さくら
- 喰い込みOL股間責め（4月1日、中嶋興業）他出演:鶴田かな、宇野ゆかり
- 変態家族の性教育（4月1日、プラネットプラス）共演:艶堂しほり
- 本庄さん家の歪んだ性教育（4月8日、なでしこ）他出演:本庄瞳
- 全裸角オナニー 6（4月25日、アロマ企画）他出演:葉山美空、桜木優希音、西島みづき、美泉咲、玉城マイ、加納綾子
- パンツとおっぱいが楽しめる、贅沢パンチラ 2（4月25日、アロマ企画）他出演:なごみ、聖菜アリサ、荻野舞、藤本ゆうり、椿かなめ
- 裏B-1 タイトルマッチ 01 小泉まりVS望月さくら（4月29日、バトル）共演:望月さくら
- SOD社内運動会2016 SOD新入女子社員8名がスーツ×ムチぱつブルマでハッスル大量ぶっこ抜き 激アツ総射精56発（5月12日、SODクリエイト）※「川合美緒」名義　共演:福地敦子、大橋愛陽、芳賀奈美子、西村真理恵、小堀寧々、木場恵美、加藤優希
- 東京ストーキング（5月13日、イッパツオネガイ）
- 素人妻ナンパ!! 街ゆく清楚な奥様にオナサポSEX素股してもらったらこんなヤラしい事になっちゃいました。（5月26日、アイエナジー）他出演:嶋村杏里、舞島環 ほか
- 10周年記念 看護師2作品同時収録!大まんぞくSP 看護師の透けパン尻をオカズに隠れせんずりしていたら勃起汁まみれチ○ポを見られ怒られるかと思ったらヤらせてくれた & 看護師のスカートの中を見上げ撮りしたパンチラビデオをオカズにセンズリしていたのが本人に見られ怒っていたのに…その夜中にヤってくれた（5月26日、DANDY）他出演:広瀬うみ、竹内真琴、水城りの ほか
- 完全主観 爆音お下劣フェラチオ（7月1日、OFFICE K'S）他出演:折原ほのか、江上しほ、朝比奈京子、三喜本のぞみ
- 欲求不満妻たちのダブルセンズリ鑑賞 其の参（7月1日、OFFICE K'S）他出演:江上しほ、朝比奈京子、ゆり菜すず ほか
- 上手すぎるフェラ 素人娘の驚きのフェラチオテクニック集めました。 VOL.12（7月1日、OFFICE K'S）他出演:三喜本のぞみ、涼宮琴音、朝比奈京子、横尾咲希、七菜原ココ ほか
- パツパツのタイトスカートがピタッと密着していやらしさを強調するむっちりデカ尻とヒップラインから覗くパンティとムチムチの太ももで男を誘惑してくるスケベなお姉さんの生チ○ポ丸呑み中出しSEX!!（7月1日、OFFICE K'S）他出演:あさひ奈々、江上しほ
- SOD女子社員 水泳大会2016 12名全員SEX 熱くなり過ぎて中出しまで! 2枚組8時間（7月7日、SODクリエイト）※「川合美緒」名義　共演:馬場嗣美、椎名千尋、渡辺香奈枝、大和田祥子、潮田仁美、矢作香澄、浅香純、中野百合香、横溝花、村上綾、原日和璃
- 挑発ディルドオナニー V（7月13日、アロマ企画）他出演:聖菜アリサ、荻野舞、逢月はるな、宮崎あや、佳苗るか
- M男に小便顔騎淫語責め（7月15日、OFFICE K'S）他出演:涼宮琴音、江上しほ、折原ほのか、浜崎真緒
- 超ドUP!オマ○コいじり（7月15日、OFFICE K'S）他出演:涼宮琴音、江上しほ、横尾咲希、七菜原ココ、あさひ奈々、ゆり菜すず、朝比奈京子、胡桃ここあ、三喜本のぞみ
- 全身がヌルネチョになるほど大量の媚薬オイルを塗りたくられ、敏感になったオマ○コを弄られたら膣汁グッチョリ鬼イキ悶絶絶頂で理性ブッ飛び!ガマン出来ずに汗臭いチ○ポを生挿入中出しSEXしちゃうエステサロン!撮りおろし4時間（7月22日、UMANAMI）他出演:水野朝陽、ゆり菜すず、安藤ありさ、栗原葵、江上しほ、折原ほのか、横尾咲希
- 淫食リビドー 性と食を貪る女達（8月20日、真流山興産）他出演:羽月希、中里美穂、三喜本のぞみ、辻本りょう
- 人生ではじめて小便を飲ませる素人娘 2（9月2日、OFFICE K'S）他出演:伊東真緒、西条沙羅、なつめ愛莉、麻里梨夏、道重恋、島谷梓、乙葉ななせ、尾崎ののか、新倉このみ、川村まや ほか
- プリケツレズビアン（9月2日、虎堂）共演:乙葉ななせ
- 何度もイキまくる白濁マン汁垂れ流しディルドオナニー（9月2日、虎堂）他出演:なごみ、島谷梓、乙葉ななせ、西条沙羅、川村まや
- 近所のママ友たちのパンチラ&パイチラで僕の思春期チ○コはカッチカチ 2 すぐ射精しそうな敏感チ○コをスローピストンでじっくり味わう6人の人妻たち（9月8日、SWITCH）共演:大槻ひびき、尾上若葉、桃瀬ゆり、綾瀬みなみ、あやね遥菜
- ヘンリー塚本 隣の声がうるさくて眠れねえ お○んちょいい!（9月13日、FAプロ）他出演:なごみ、桐島美奈子
- 素人美女厳選 あなたのヘアヌード見せてください（9月16日、綺面組）他出演:川村まや、桃瀬ゆり、水野朝陽、島谷梓、麻里梨夏、伊東真緒、新倉このみ ほか
- 綺麗なお姉さんのおマ○コくぱぁ大図鑑（9月25日、黒髭）他出演:HIKARI、秋野千尋、成宮ルリ、滝川エリナ、碧しの、北条麻妃、さいとう真央、愛加あみ、愛原みほ、伊澄知世、一ノ瀬ルカ、永瀬里美、宮澤みほ、京野結衣、京野明日香、彩名ゆい、山手栞、持田美琴、春日野結衣、上野真奈美、生駒はるな、西野あこ、長谷川美裸、椎名みゆ、猫田りく、尾崎みゆき、本多なるみ、本澤朋美、木村つな ほか
- 果てしなく生意気な妹10名と暮らす兄貴(あなた)（12月1日、MOODYZ）共演:川村まや、日高結愛、さくらみゆき、なごみ、新村あかり、三宅美香、斉藤みゆ、紺野ひかる、阿部乃みく
- アノ娘の露出はアタシのモノ（12月8日、SODクリエイト）共演:埴生みこ、小西まりえ、水城りの、倉科希子
- 男子禁制の女性専用シェアハウスに男はボク1人!? 妹が住む都会の女性専用シェアハウスに、こっそり泊めてもらったら、あっさり他の居住者に見つかり大ピンチ!かと思ったら、なんだかボクに興味津々の女性たちは追い出すどころかむしろ歓迎ムード。家族以外の女性と一緒に生活するのが初めてのボクは無防備すぎるパンチラ、胸チラ当たり前の女性たちにあっさり勃起…。隠しきれず勃起が見つかりみんなの前で無理矢理脱がされボクのチ○ポはみんなのオモチャに！それからは、露骨な誘惑で勃起させられ、オチ○ポペットとしてセックスを求められて、まさかのハーレム状態に!（12月19日、Hunter）他出演:水谷あおい、宮崎あや、前田のの、通野未帆、あやね遥菜、渡辺そら、安達メイ ほか
- SOD女子社員 全裸オナニー名簿 25名（12月22日、SODクリエイト）※「川合美緒」名義　他出演:神木恵美子、清川夏美、河合美久、森香奈、池田彩芽、深山梢、亀山雫、間千鶴、玉井柊音、森田果歩、塚原美波、野崎穂花、岩井亜美、真鍋由美、旗田かさね、松丸さやか、芳月美里、馬場嗣美、坂口美香、石橋美紗子、勅使河原紗英、松岡恵子、浅井実里、有田実花
- 仮面の女忍者 ピンキーシャドウ（12月23日、GIGA）共演:西尾れむ、桜庭うれあ、松浦ゆきな
- コスプレ個人撮影ハメッ娘クラブ 03 密着リアルドキュメント 生中出し編（12月23日、メディア総販ソレイル）
- 彼氏募集中、親友と2人（12月23日、MERCURY）※「ココ」名義　共演:キキ

2017年
- 一般男女モニタリングAV 男女の友達同士が2人っきりの密室でキス技コンプリートできたら100万円! 2人の距離が急速に縮まる12種類のキスでイチャラブな雰囲気になったリアル素人大学生の男女は友情の壁を越えて濃厚ベロチューSEXしてしまうの!?（1月9日、ディープス）※「ともよ」名義　他出演:みさ、はるか、かんな
- 図書館で働く真面目な女性…と思ったら、エプロンの隙間から見える超ミニスカートからのパンチラが僕をソソる誘惑!! 僕の視線に気づいたのか、やたらとパンチらを見せつけてくるのでも右心房たまりません!! 3（2月2日、SOSORU×GARCON）※「小泉」名義　他出演:市川、武田
- 神ブルマ 9（2月2日、親父の個撮）
- レイプ魔がホテルで起こした強姦致傷事件 1（2月3日、MAD）他出演:はるのるみ ほか
- 親に隠れてコタツの中で大胆近親相姦! 妹がコタツで宿題をしていたようだけど気が緩んで寝てしまったみたい。妹の足が邪魔でふと中をのぞくとパンツ丸出しで大股開きで寝ている。妹だとわかっていても気になってしまい潜り込んでじっくりパンチラ鑑賞。見ているうちに魔が差してしまい思わず触ってしまうとパンツを濡らす妹。しかし、親が戻ってきてしまいまずいと思い手を離すも、実は起きていた妹に手首を掴まれもう一度股間へ…。ビビるボクとは対照的に親がそばにいるのに近親相姦を求める妹。（2月7日、Hunter）他出演:森保さな、前田のの、さくらみゆき ほか
- マジックミラー号で片想いのミスキャンパスとセックスがしたい! という男子大学生の願望を叶えるため、Hなゲームでお互いの性器を見つめ合ったら火がつき初結合! あまりの可愛さに暴発連発!（2月16日、SODクリエイト）※「みほ」名義　他出演:まさみ、かな
- 家電修理に行ったら11人の巨乳女性だらけのシェアハウスで男はボクひとり! 女性専用シェアハウスに家電修理で訪問したら、胸の谷間が丸見えの薄着の巨乳女性ばかりで大興奮!苦手な電化製品のこととか聞いてくるけど、大きなおっぱいが見えちゃって正直それどころじゃありません。そんなボクはもちろん勃起!みんなに見られて怒られるかと思いきや、見慣れないデカチン勃起に女性たちも大興奮で結果、みんなにチ○ポを狙われることに…（2月19日、Hunter）共演:若槻みづな、白桃心奈、逢沢るる、羽生ありさ、伊東真緒、三島奈津子、成海さやか ほか
- パンツごと挿入大量射精痴漢 2（2月19日、アパッチ）他出演:日比乃さとみ、斉藤みゆ、美咲かんな、成海さやか

#### 2018年
- 中出しを止めるな！(2018年11月22日、SODクリエイト、エントリー) - 他出演者:あおいれな。監督:タイガー小堺

#### 2022年
- オヤジ上司にWアナル舐めさせ誘惑しまくる新卒OL！卑猥すぎるデカ尻に管理職はテンション爆上がり！来年は出世間違いなし！！ （11月8日、SODクリエイト）共演:広仲みなみ
- 小悪魔なプリケツランナー達にトリプル尻プレスで連続射精させられる覗き魔のボク　南乃そら 成沢きさき 桃菜あこ（12月22日、SODクリエイト）

### 中国AV
2022年
- 亲哥兽欲下药迷奸清纯妹妹（望月优奈 名義 星空无限传媒）

2023年
- 兔子先生 番外篇 EP18 爸气十足（望月优奈 名義 麻豆伝媒）
- 兔子先生 变态公公调教儿媳（望月优奈 名義 麻豆伝媒）

2024年
- 兔子先生 日式男女混浴 超痴女強制性交（1月31日、望月优奈 名義 麻豆伝媒）

### イメージDVD
- 快感美少女（2015年5月23日、INTEC Inc）
- ヴィーナス・テルメ 〜まりと一緒に混浴温泉デート〜（2016年4月27日、オルスタックソフト販売）

## 出演

### オリジナルビデオ
- ダメージングヒロイン13 ギルティストライカー（2019年12月13日、ZENピクチャーズ）ギルティストライカー/ヒカル役

### イベント
- マインズカフェ（2019年10月[8]）
- マインズ娘と泥酔ナイトvol.20（2018年8月[9]）